# Cattasoma mediocre
Cattasoma mediocre är en tvåvingeart som beskrevs av Henry J. Reinhard 1947. Cattasoma mediocre ingår i släktet Cattasoma och familjen köttflugor. Inga underarter finns listade i Catalogue of Life.